# エネライフ
株式会社エネライフは、岩谷産業グループで関東一円を営業エリアとするLPガス事業者である。
かつては東京ガスエネルギー株式会社（とうきょう-）という社名で、都市ガス最大手の東京ガスと、石油や天然ガスの開発・供給を行うINPEX（旧・国際石油開発帝石）の出資子会社であった。

## 沿革
- 1960年（昭和35年）2月 - 東京液化ガス株式会社として創立される。
- 1961年（昭和36年）9月 - 保谷充填所開設（現・西部支社）
- 1962年（昭和37年）9月 - 大和充填所開設（現・神奈川支社）
- 1988年（昭和63年）10月 - 埼玉支社開設（現・与野CS）
- 1991年（平成3年）10月 - 矢口充填所開設（現・矢口供給センター）
- 1993年（平成5年）
  - 4月 - 東部支社開設
  - 12月 - 東京コークス株式会社と東京液化ガス株式会社が統合し、東京ガスエネルギー株式会社に社名変更。資本金を10億円に増資
- 2002年（平成14年）4月 - 東京オートガス株式会社を設立
- 2004年（平成16年）
  - 8月 - 東京ガスLPGターミナル株式会社を設立
  - 10月 - 株式会社クレディセゾンと提携し、『東京ガスエネルギー CLOVIA CARD《セゾン》』を発行
- 2006年（平成18年）
  - 4月 - 茨城支社開設（現・勝田CS）
  - 10月 - 新ブランド「エネライフ」開始。新ブランド開始に合わせて東液サービスセンター株式会社をエネライフ・キャリアー株式会社に社名変更
- 2010年（平成22年）2月 - 創立50周年。エコアクション21 認証・登録
- 2012年（平成24年）7月 - 帝石プロパンガス株式会社と経営統合し、東京ガスと国際石油開発帝石（現・INPEX）の合弁となる（東京ガス：66.6%・INPEX：33.4%）。
- 2016年（平成28年）4月 - 東京ガスの所有する株式が東京ガスリキッドホールディングス株式会社へ譲渡。
- 2019年（令和元年）6月 - 南房総半沢支社開設
- 2022年（令和4年）
  - 6月1日 - 東京ガスリキッドホールディングスおよびINPEXから岩谷産業へ株式が譲渡され、現社名に変更。子会社の東京ガスLPGターミナル株式会社が根岸液化ガスターミナル株式会社に社名変更。
  - 9月 - 東京オートガス株式会社が廃業。
  - 10月1日 - 旧・東京オートガス株式会社の浅草・豊玉の各オートガススタンドを株式会社kmGオートアシスト（国際自動車グループ）ヘ譲渡[3]。

## 営業エリア
- 関東一円（一部、営業エリア外）

## 支社・カスタマーステーション・センター
- 西部支社 - 西東京市柳沢2-18-46　東京ガス保谷ビル2F
- 八王子カスタマーステーション - 八王子市明神町3-3-9　東京ガス八王子ビル1F
- 東部支社 - 荒川区南千住3-28-1
- 神奈川支社 - 大和市深見台3-4-40
- 埼玉支社 - 戸田市新曽南4-2-3
- 戸田充配センター - 戸田市新曽南4-2-3
- 千葉支社 - 佐倉市六崎1525-11-2F
- 小林事務所 - 印西市小林北3-9-3
- 南房総半沢支社 - 鴨川市滑谷757-1
- 君津カスタマーステーション - 君津市外箕輪4丁目13-26
- 栃木支社 - 宇都宮市今泉4-15-16
- 茨城支社 - 那珂郡東海村舟石川駅西1-3-3　黒澤ビル2F
- 高萩カスタマーステーション - 高萩市下手綱1473-6
- 日立充配センター - 日立市留町1270-54
- 群馬支社 - 前橋市南町3-3-4　東京ガスビル3F
- 受注センター - 港区芝公園2-4-1　芝パークビルB館6F（本社内）

## トピックス

### 岩谷産業へ株式譲渡
- 2022年（令和4年）4月27日、東京ガスリキッドホールディングスとINPEXが保有する東京ガスエネルギーの全株式、ならびに東京ガスリキッドホールディングスが保有する東京ガスLPG ターミナルの株式49%を岩谷産業に譲渡することを発表[4]。同年6月1日に株式譲渡が完了し、従前のブランド名を社名に流用した現社名に社名変更した[5]。

## 関連企業各社
- エネライフ・キャリアー株式会社
- 東京オートガス株式会社
- 根岸液化ガスターミナル株式会社（旧・東京ガスLPGターミナル株式会社）